# 上施蒂利亞
上施蒂利亞（德語：Obersteiermark）是斯洛維尼亞和奥地利的地區名詞。
由于施蒂利亞公國在奥匈帝国1918年解体時被分割，兩國的認知不同。斯洛維尼亞的施蒂利亞也可稱為下施蒂利亞，與整個奥地利的施蒂利亞州──斯洛維尼亞所認知的上施蒂利亞──相對。不過對奥地利而言，奥地利的上施蒂利亞指施蒂利亞州北部，布魯克安德莫爾鎮的臨近叢林地區。另外亦有分別在格拉茨市東西方的東施蒂利亞和西施蒂利亞的地區名詞。
在奥地利的上施蒂利亞内，尤登堡以東有穆爾河和穆尔茨河谷的工業地區。上施蒂利亞的西邊以農業和旅遊為主。上施蒂利亞在行政區分上有以穆勞、里森、尤登堡、克尼特尔费尔德、莱奥本、布魯克安德莫爾和莫祖席拉格等城鎮為名的區。